# Ocean Vuong
Ocean Vuong (nascido Vương Quốc Vinh, vietnamita: [vɨəŋ˧ kuək˧˥ viɲ˧]; 14 de outubro de 1988) é um poeta, ensaísta e romancista vietnamita-americano. Vuong recebeu a bolsa Ruth Lilly/Sargent Rosenberg de 2014 da Poetry Foundation, um Whiting Award de 2016, e o T. S. Eliot Prize de 2017 por sua poesia. Seu romance de estreia, On Earth We're Briefly Gorgeous, foi publicado em 2019. Ele recebeu um MacArthur Grant no mesmo ano.

## Juventude
Vuong nasceu na Cidade de Hồ Chí Minh, Vietnã. Sua avó cresceu no interior do Vietnã e seu avô era um soldado branco da Marinha americana, originário de Michigan. Seus avós se conheceram durante a Guerra do Vietnã, casaram-se e tiveram três filhos, incluindo a mãe de Vuong. Seu avô voltou para visitar sua casa nos Estados Unidos, mas não pôde retornar quando Saigon caiu nas mãos das forças comunistas. Sua avó separou sua mãe e tias em orfanatos, preocupada com a sobrevivência delas. Eles fugiram do Vietnã depois de um agente da polícia suspeitar que a sua mãe era de ascendência mista, deixando-a propensa à discriminação pelas políticas laborais do regime da época.
Vuong, de dois anos, e sua família finalmente chegaram a um campo de refugiados nas Filipinas antes de conseguirem asilo e migrarem para os Estados Unidos, estabelecendo-se em Hartford, Connecticut, ao lado de seis parentes. Seu pai abandonou a família depois disso. Vuong se reencontrou com seu avô paterno mais tarde na vida. Vuong, que suspeita que a dislexia é hereditária, foi o primeiro de sua família a aprender a ler, aos onze anos. Aos 15 anos, Vuong trabalhava ilegalmente em uma fazenda de tabaco e mais tarde descreveria suas experiências na fazenda em On Earth We're Briefly Gorgeous.

## Educação
Vuong frequentou a Glastonbury High School em Glastonbury, Connecticut, uma escola conhecida pela excelência acadêmica. “Eu não sabia como usá-lo”, afirmou Vuong, observando que sua média de notas em determinado ponto era de 1,7.
Enquanto estava no ensino médio, ele disse a Kat Chow, colega formada em Glastonbury, que "entendeu que precisava deixar Connecticut". Depois de passar algum tempo no Manchester Community College, Vuong foi para a Universidade Pace, em Nova Iorque, para estudar marketing. Seu tempo lá durou apenas algumas semanas antes que ele entendesse que "não era para ele".
Ele então se matriculou no Brooklyn College da Universidade da Cidade de Nova Iorque, onde estudou literatura inglesa do século XIX com o poeta e romancista Ben Lerner, e recebeu seu B.A. em inglês. Ele recebeu seu M.F.A. em poesia pela Universidade de Nova Iorque.

## Carreira

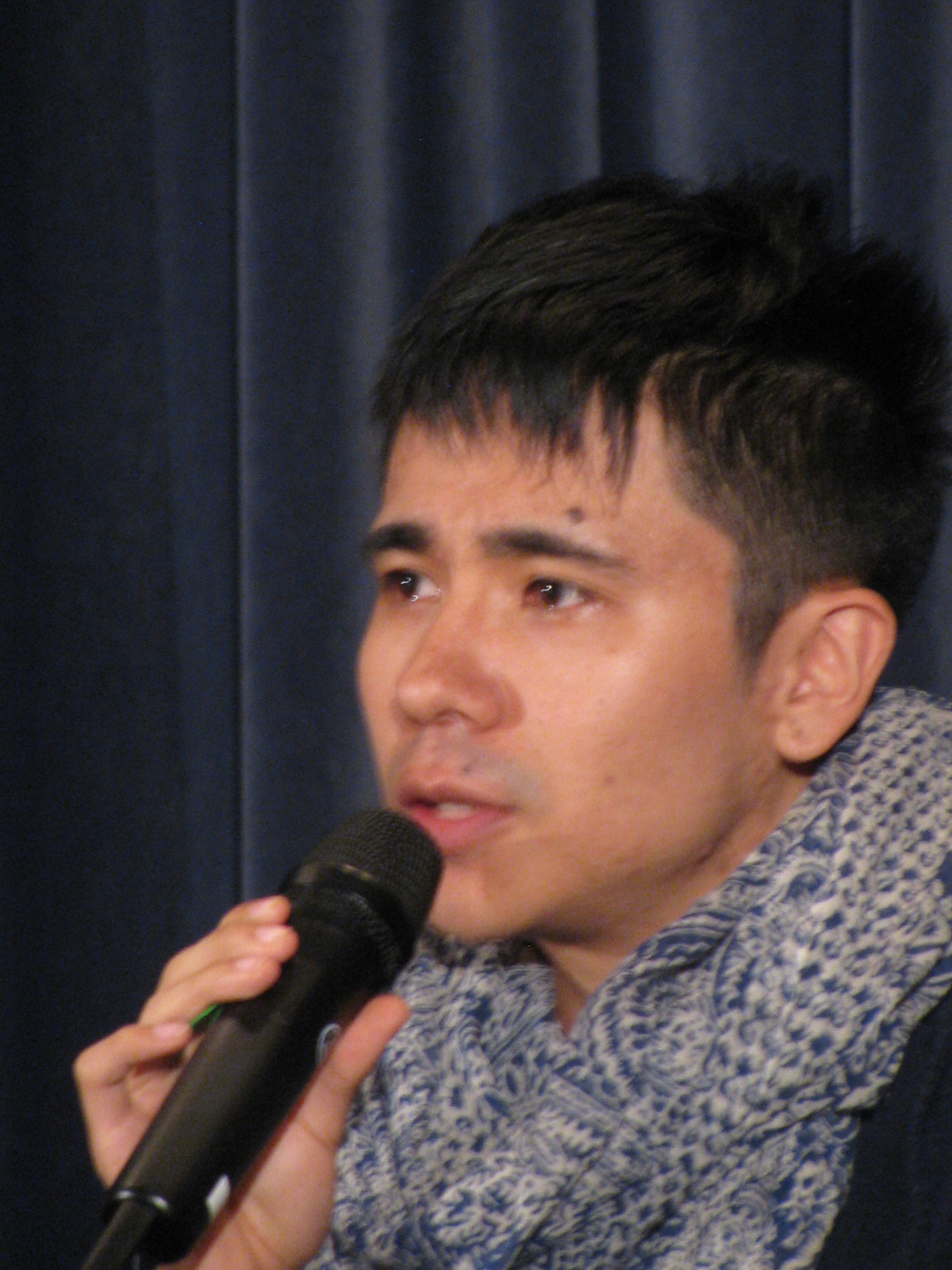
Leitura na Biblioteca do Congresso, 2015

Os poemas e ensaios de Vuong foram publicados em vários periódicos, incluindo Poetry, The Nation, TriQuarterly, Guernica, The Rumpus, Boston Review, Narrative Magazine, The New Republic, The New Yorker, e The New York Times.
Seu primeiro chapbook, Burnings (Sibling Rivalry Press), foi uma seleção "Over The Rainbow" de 2011 para livros notáveis sobre não-heterossexualidade pela American Library Association. Seu segundo livrinho, No (YesYes Books), foi lançado em 2013. Sua coleção completa de estreia, Night Sky with Exit Wounds, foi lançada pela Copper Canyon Press em 2016. Seu primeiro romance, On Earth We're Briefly Gorgeous, foi publicado pela Penguin Press em 4 de junho de 2019. Enquanto trabalhava no romance, o maior problema que Vuong teve foi com o tempo gramatical, já que não há particípios passados em vietnamita. Vuong também considerou o livro um "romance fantasma" dedicado aos "leitores fantasmas da mãe, de [sua] família", que são analfabetos e, portanto, não podem ler seu livro. A mãe de Vuong foi diagnosticada com câncer de mama três meses antes da publicação de On Earth We're Briefly Gorgeous. Depois que sua mãe morreu em 2019, Vuong começou a escrever sua segunda coleção de poesia, Time is a Mother, que foi descrita como uma “busca pela vida após a morte de sua mãe”.
Em agosto de 2020, Vuong foi revelado como o sétimo escritor a contribuir para o Future Library project. O projeto, que compila obras originais de escritores todos os anos de 2014 a 2114, permanecerá sem leitura até que as 100 obras coletadas sejam eventualmente publicadas em 2114. Discutindo sua contribuição para o projeto, Vuong opinou que: "Grande parte da publicação é sobre ver o seu nome no mundo, mas isso é o oposto, apresentar o seu futuro fantasma. Você e eu teremos que morrer para que possamos receber esses textos. Isso é uma coisa inebriante para escrever, então vou sentar com isso um tempo."
Vuong declarou sua visão da ficção como um veículo moral. Discutindo On Earth We’re Briefly Gorgeous, ele disse: “A ficção é mais forte quando lança uma questão moral. A ficção e a arte narrativa nos dão uma oportunidade indireta de ver essas questões se desenrolarem, sem nenhum custo real para as nossas.”
Ele atuou como Artista Residente 2019-2020 no Instituto Asiático/Pacífico/Americano da NYU, também trabalhando com o Center for Refugee Poetics da escola e a Lillian Vernon Creative Writers House. Em 2022, ele se tornou professor titular de redação criativa na NYU, e também lecionou no Programa de MFA para Poetas e Escritores da Universidade de Massachusetts, Amherst. Em 2022, Vuong foi nomeado um dos "32 escritores asiático-americanos essenciais" pela Buzzfeed Books.

## Vida pessoal
Vuong se descreveu como tendo sido criado por mulheres. Durante uma conversa com uma cliente, sua mãe, manicure, manifestou vontade de ir à praia, e pronunciou a palavra “beach” como “bitch”. A cliente sugeriu que ela usasse a palavra “ocean” em vez de “beach”. Depois de aprender a definição da palavra "ocean" - o corpo de água classificado mais massivo, como o Oceano Pacífico, que liga os Estados Unidos e o Vietnã - ela renomeou seu filho como Ocean.
Três meses antes da publicação do romance On Earth We're Briefly Gorgeous, a mãe de Vuong foi diagnosticada com câncer de mama e faleceu em novembro de 2019. Vuong escreveu Time Is a Mother enquanto estava de luto. Segundo ele, esta coleção de poemas é a busca pela vida após esse acontecimento doloroso.
Em novembro de 2021, um trecho de On Earth We're Briefly Gorgeous foi apresentado nos exames do Certificado de Escola Superior de Nova Gales do Sul daquele ano. O artigo, o primeiro de dois exames de inglês realizados por alunos do 12º ano no estado australiano, exigia que os examinandos lessem um trecho do romance e respondessem a uma breve pergunta. Na conclusão do exame, estudantes australianos bombardearam Vuong com perguntas confusas via Instagram, às quais o autor respondeu de forma humorística.
Vuong é gay, e é um praticante zen budista. Ele mora em Northampton, Massachusetts, com seu parceiro, Peter Bienkowski, e seu meio-irmão, que ele acolheu depois que sua mãe faleceu.

### Livros
| Tipo     | Título                          | Ano  | Editora               | ISBN                                                               | Ref.   |
| -------- | ------------------------------- | ---- | --------------------- | ------------------------------------------------------------------ | ------ |
| Romances | On Earth We're Briefly Gorgeous | 2019 | Penguin Press         | Brochura: ISBN 978-0-525-56204-7 Capa dura: ISBN 978-0-525-56202-3 | [ 42 ] |
| Poesia   | Night Sky with Exit Wounds      | 2016 | Copper Canyon Press   | Brochura: ISBN 978-1-55659-495-3 Capa dura: ISBN 978-1-55659-585-1 | [ 43 ] |
| Poesia   | Time Is a Mother                | 2022 | Penguin Press         | Brochura: ISBN 978-0-593-30025-1 Capa dura: ISBN 978-0-593-30023-7 | [ 44 ] |
| Brochura | Burnings                        | 2010 | Sibling Rivalry Press | Brochura: ISBN 978-0-578-07059-9                                   | [ 45 ] |
| Brochura | No                              | 2013 | YesYes Books          | Brochura: ISBN 978-1-936919-22-2                                   | [ 46 ] |

### Verso
| Título                              | Ano  | Editora                   | Ref.   |
| ----------------------------------- | ---- | ------------------------- | ------ |
| 12 Gauge                            | 2013 | The Paris-American        | [ 47 ] |
| DetoNation                          | 2014 | Poetry                    | [ 48 ] |
| Aubade with Burning City            | 2014 | Poetry                    | [ 49 ] |
| Kissing in Vietnamese               | 2014 | Split This Rock           | [ 50 ] |
| On Earth We're Briefly Gorgeous     | 2014 | Poetry                    | [ 51 ] |
| Trojan                              | 2015 | Narrative Magazine        | [ 52 ] |
| Waterline                           | 2015 | Narrative Magazine        | [ 53 ] |
| No One Knows the Way to Heaven      | 2015 | Narrative Magazine        | [ 54 ] |
| Someday I'll love Ocean Vuong       | 2015 | The New Yorker            | [ 55 ] |
| Two Boys Bathing During a Ceasefire | 2015 | The New Republic          | [ 56 ] |
| Tell Me Something Good              | 2015 | Academy of American Poets | [ 57 ] |
| Trevor                              | 2016 | BuzzFeed News             | [ 58 ] |
| Toy Boat                            | 2016 | Poetry                    | [ 59 ] |
| A Little Closer to the Edge         | 2016 | Poetry                    | [ 60 ] |
| Scavengers                          | 2016 | The New Yorker            | [ 61 ] |
| Ode to Masturbation                 | 2016 | Split This Rock           | [ 62 ] |
| Essay on Craft                      | 2017 | Poetry                    | [ 63 ] |
| You Guys                            | 2017 | Granta                    | [ 64 ] |
| Dear Rose                           | 2017 | Harper's Magazine         | [ 65 ] |
| Almost Human                        | 2019 | The New Yorker            | [ 66 ] |
| Not Even This                       | 2020 | Poetry                    | [ 67 ] |
| Reasons for Staying                 | 2021 | Harper's Magazine         | [ 68 ] |
| Beautiful Short Loser               | 2022 | Granta                    | [ 69 ] |

### Prosa e Ensaios
| Título                                                                   | Ano  | Editora          | Ref.   |
| ------------------------------------------------------------------------ | ---- | ---------------- | ------ |
| The Weight of Our Living: On Hope, Fire Escapes, and Visible Desperation | 2014 | The Rumpus       | [ 70 ] |
| Surrendering                                                             | 2016 | The New Yorker   | [ 71 ] |
| A Letter to My Mother That She Will Never Read                           | 2017 | The New Yorker   | [ 72 ] |
| How I Did It: The Seventh Circle of Earth                                | 2017 | Poetry School    | [ 73 ] |
| How Can We Make the MFA Workshop More Hospitable to Writers of Color?    | 2018 | Literary Hub     | [ 74 ] |
| Reimagining Masculinity                                                  | 2019 | The Paris Review | [ 75 ] |
| The 10 Books I Needed to Write My Novel                                  | 2019 | Literary Hub     | [ 76 ] |

### Televisão
| Ano  | Programa                    | Canal | Papel     | Notas                                                                           | Ref.   |
| ---- | --------------------------- | ----- | --------- | ------------------------------------------------------------------------------- | ------ |
| 2016 | PBS NewsHour                | PBS   | Ele mesmo | Poeta vietnamita-americano contempla seus laços pessoais com a guerra           | [ 77 ] |
| 2019 | Late Night with Seth Meyers | NBC   | Ele mesmo | 6ª Temporada, Episódio 111                                                      | [ 78 ] |
| 2019 | Vice News Tonight           | HBO   | Ele mesmo | Ocean Vuong 'Breaks Apart' a experiência do imigrante em seu romance de estreia | [ 79 ] |
| 2019 | Amanpour & Company          | PBS   | Ele mesmo | Ocean Vuong sobre raça, sexualidade e seu novo romance                          | [ 80 ] |

## Prêmios e homenagens
Em 2024, Vuong ganhou, recebeu uma indicação ou foi considerado para prêmios de literatura, bem como prêmios de carreira por bolsas e subsídios, residências e listas.